# 이영섭 (조각가)

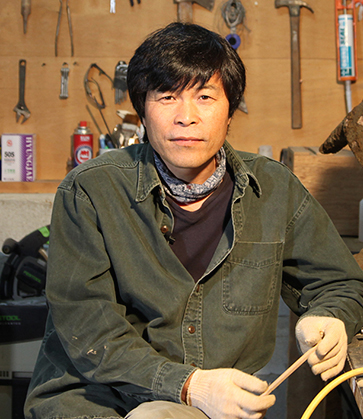
조각가 이영섭

이영섭(1963년~ )은 대한민국의 조각가이다. 세계 최초로 발굴 기법을 고안하였으며, 그의 작품은 소박미, 고졸미, 졸박미 등을 특징을 보이는 한국적인 미를 선보인다. 그의 작업장은 현재 경기도 양평에 위치하고 있다.

## 생애
경기도 여주시 출신으로 대학을 졸업하고 미술교사로 발령을 받았지만 교사직을 포기하고 대학에서 배운 서양의 미가 아닌 전국 답사를 통해 한국의 미를 찾기 위한 노력을 하였다. 중학교 3학년 때 땅을 파서 세웠던 2미터가 넘는 조각 작품을 떠올리며 1998년 고달사지에서 진행중인 발굴 현장에서 영감을 얻어, 발굴 기법을 고안해 냈다. 현재에도 한국의 미를 전세계에 알리기 위해 개인전과 단체전 등의 전시를 통해 왕성한 작품 활동 중이다.

## 작품 초기

### 테라코타
작품 활동 초기 조각가 이영섭은 테라코타 작업으로 미술계에 등단했다. 그의 '사실적인 작품성'과 '뛰어난 테크닉'을 갖춘 테라코타 작업은 애호가들의 호평을 받았다. 테라코타를 통한 작품이 호평을 받을 수록 작가는 작품 보다도 자신의 기술에 매몰되고 있다고 느끼던 조각가 이영섭은 ‘잘 만드는 테크닉을 넘어’서 ‘흔적과 생성이 공존’하고, ‘풍부한 이야기속에 인간 삶의 솔직담백함을 담아’내며, ‘과거와 현재·미래가 하나로 융합된 그런 순환적 생명력을 품은’ 작품을 갈망하게 된다. 결국 자신의 기술을 버리고 전국 답사를 다닌 끝에 작가만의 "한국적인 작품의 방향”을 잡았다.

### 고달사지와 작업의 전환
작업에 대한 고뇌를 하던 조각가 이영섭은 어렸을 때부터 아버지에게서 들어온 고달에 대한 전설을 쫓아서 고달사지에 정착하게 된다. 그런던 중, 1998년 우연한 기회에 경기 여주 고달사지 발굴 현장을 지켜보게 되었다. 찬란 했던 통일신라 문화가 조선시대 유교라는 이데올로기에 의해 소멸 했다가 1000년 뒤 다시 드러나는 과정이 신기했다. 고달사지 옆 작업실에서 수도 하듯 유물과 출토의 의미를 고민했고, 잘 만드는 조각가가 아니라 ‘시간성’에 대해 얘기하는 작가가 되기로 작정했다. 그는 땅속의 유적과 유물은 물론 불상, 동자석 파편까지 오브제로 삼아 책에 나오지 않은 조각을 끊임없이 시도했다. 결국 깎고 쪼아내는 기존 조각이 아니라 자연을 거푸집으로 삼는 조각의 기존 원리를 뒤집은  ‘발굴 조각’이란 새로운 장르를 개척하게 된다. 물론, 작품이 처음부터 마음대로 나온 것은 아니다. 작가는 "거푸집이 무너지거나 작품 형태가 의도한대로 나오지 않아 애를 먹었죠.  마음에 들지 않아 깨버린 것도　부지기수고요. 재료의 정확한 비율을 찾는 데만 2０년 넘게 걸렸습니다.” 라고 얘기한다.

## 예술성

### 발굴 기법
발굴 기법은 나무를 깎거나 돌을 쪼는 보통의 조각과 다르다. 먼저 작가는 한지 위에 조각하고자 하는 모습을 스케치한다. 그는 자신의 기억에 이미지를 각인 시키기 위해 이 과정을 반복한다. 그런 다음 작품의 거푸집이 될 땅 위에 스케치를 한다. 그는 평평한 표면이 3-D이고 그가 바닥 위에 평평하게 떨어진 것처럼 상상하고는 내부에서 바깥쪽으로 파는 것을 시작한다. 그는 유리와 보석처럼 그가 추가하고 싶은 다른 재료를 놓은 후, 작가가 고안해낸 혼합재료를 흙 틀 안에 부어 넣고, 마지막으로 흙으로 그 위를 덮는다. 그 후 얼머간의 시간이 지난 후 작품을 발굴 하듯이 꺼낸 후 토양을 털어내고, 마지막 단계로써 작품을 물로 씻어낸다. 그렇게 나온 작품은 막 발굴 되어 나온 100년은 넘어 보이는 유물처럼 보인다. 언뜻 보기에, 작품은 거칠고 투박해 보이지만, 그 작품들을 오래 지켜보면 볼수록, 그것들은 정말 자연스러워 보인다.

### 발굴조각의 특징
흙을 거푸집으로 삼아서 나온 작품은  오랜 세월이 녹아든 듯 유물같은 조각은 자연스럽고 친근하다. 질박하면서도 세련미가 있다. 땅속에 묻힌 조각은 세월이 흐르면서 그 흔적과 질감이 고스란히 배어 나온다. 조각에 시간의 흔적이 됐다. “형상만을 보려는 사람들은 이해를 못할 겁니다. 인간이 오랫동안 추구한 비움의 공간이었습니다.”이라는 작가의 얘기처럼 그의 작품은 그의 작품은 서양조각 보다도 반가사유상, 마애불 같은 우리 고유의 조각의 모습을 드러낸다. 또한 발굴조각을 통해 작가가 사용하는 오브제들은 풍화와 침식의 특징을 보이는 과거의 모습과 그의 작품은 과거의 시간을 현재의 시간으로 돌리는 듯한 그의 작업은 18세기 조선시대 분청이나 백자 파편과 현대적인 느낌을 살리는 유리, 스테인레스, 보석 등의 오브제를 사용하면서도 한국의 미를 작품에 잘 살려내고 있다. 한국미의 특성들 가운데 하나는 모자란 듯하지만 세련되고, 투박하지만 편안하고 친근하며, 사유의 공간인 여백이 있다는 점이 있다. 세계 사람들에게 어필하기 위해 익숙한 어린왕자, 의자 등의 친숙한 소재를 통한 작품을 선보이지만 그의 작품이 보여주는 궁극은 한국의 미이다.

## 같이 보기
- 한국의 미술